# Leptopelis omissus
Leptopelis omissus är en groddjursart som beskrevs av Jean-Louis Amiet 1992. Leptopelis omissus ingår i släktet Leptopelis och familjen Arthroleptidae. IUCN kategoriserar arten globalt som livskraftig. Inga underarter finns listade i Catalogue of Life.